# Lilium

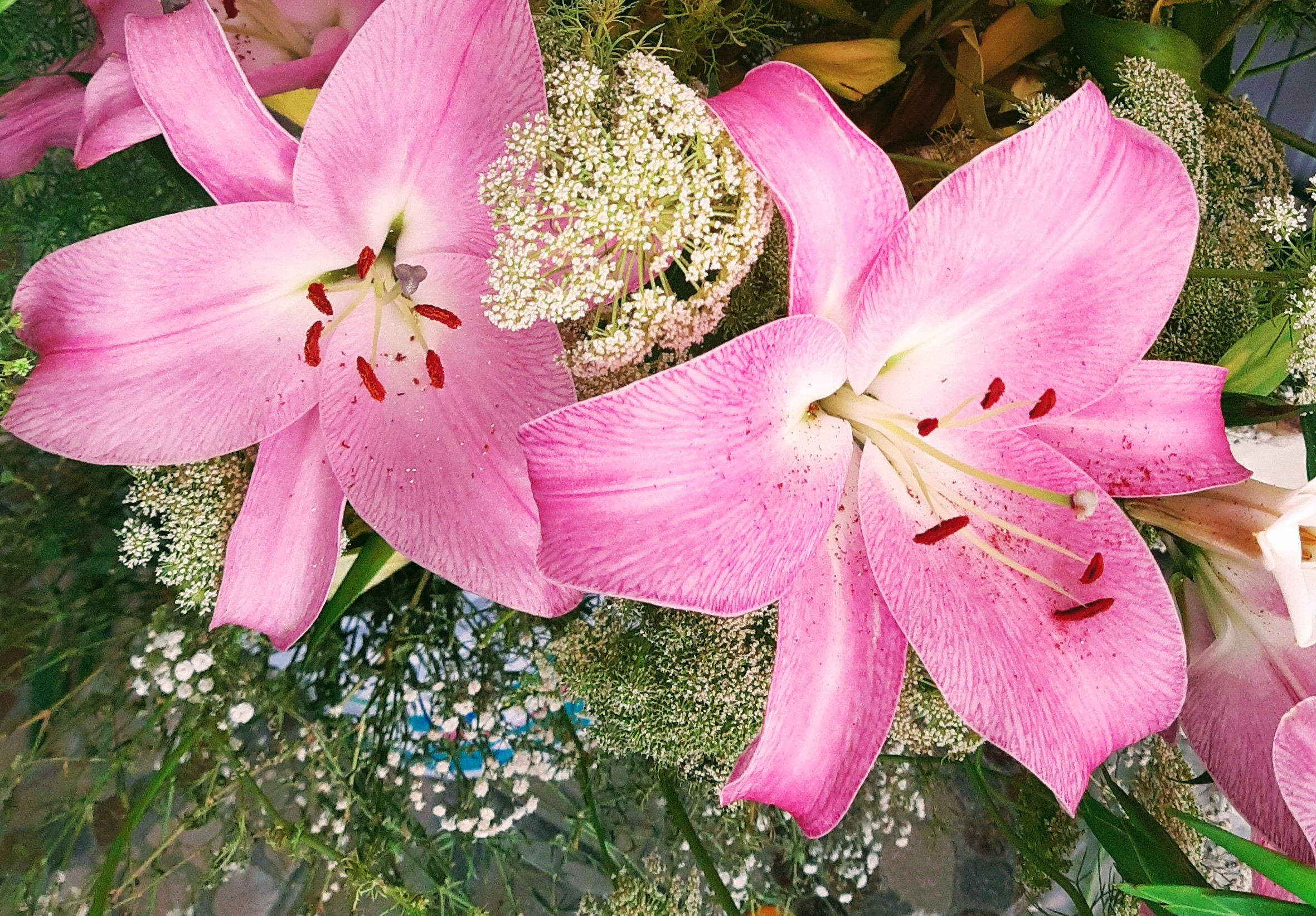
Lirio rosado

Las especies de Lilium, comúnmente llamadas azucenas o lirios,  constituyen un género con alrededor de ciento diez integrantes que se incluye dentro de la familia de las liliáceas.

## Descripción
Los lirios son herbáceas perennes de tallos erectos con numerosas hojas alternas, lineares a lanceoladas. Crecen a partir de bulbos formados por escamas carnosas sin túnica.
En algunas especies norteamericanas la base del bulbo desarrolla rizomas sobre los que se encuentran numerosos bulbillos pequeños. Otras desarrollan estolones. La mayoría de los bulbos están profundamente enterrados, sin embargo unos cuantos se forman cerca de la superficie del suelo.
Hay especies que desarrollan raíces adventicias en el tallo, con ellas, el bulbo crece de forma natural a cierta profundidad y cada año el nuevo tallo, a medida que emerge del suelo, emite raíces adventicias por encima del bulbo. Estas son adicionales a las raíces basales.
La mayoría de especies pierden la parte aérea en invierno, excepto unas cuantas (como Lilium candidum, Lilium catesbaei) que mantienen una roseta de hojas basales durante el periodo de inactividad invernal.
La inflorescencia es terminal, en racimo o umbela, con una sola flor o hasta veinticinco. Las flores en las especies pueden ser erectas, ascendentes u horizontales; con perianto en forma de campana o embudo recurvados o reflejos. Tienen seis tépalos en una variedad de colores que abarca el blanco, amarillo, naranja, rosa o rojo, con manchas o puntos magenta o marrón. Los estambres son seis. El fruto es una cápsula con tres valvas, más o menos oblonga, de color verde tornándose marrón al madurar. Puede contener más de trescientas semillas.
Algunas especies incluidas antes dentro de este género han sido transferidas a otros, como Cardiocrinum y Nomocharis.[cita requerida]

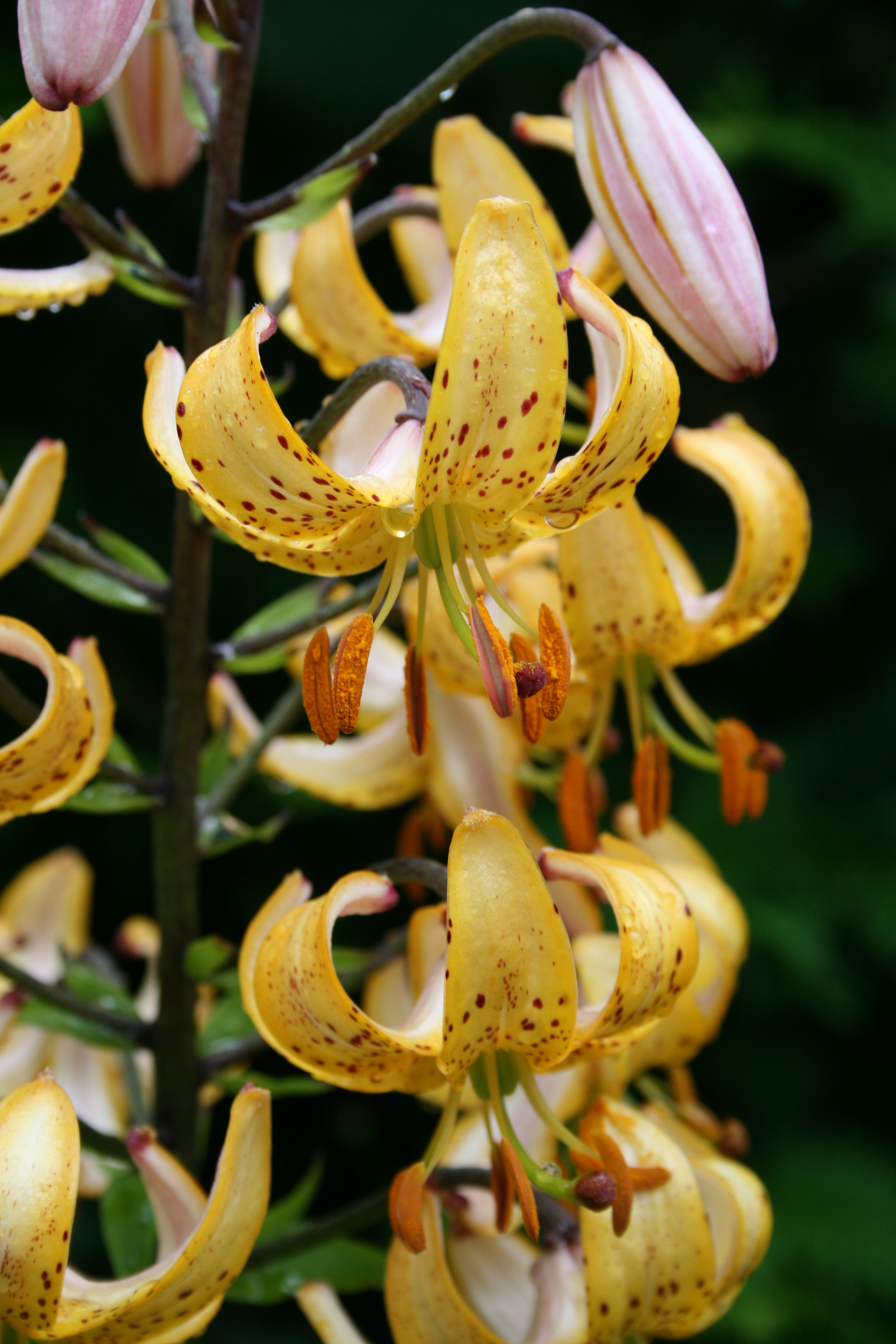
Híbrido del grupo cultivar Martagon: Lilium × dalhansonii 'Mrs R. O. Backhouse'
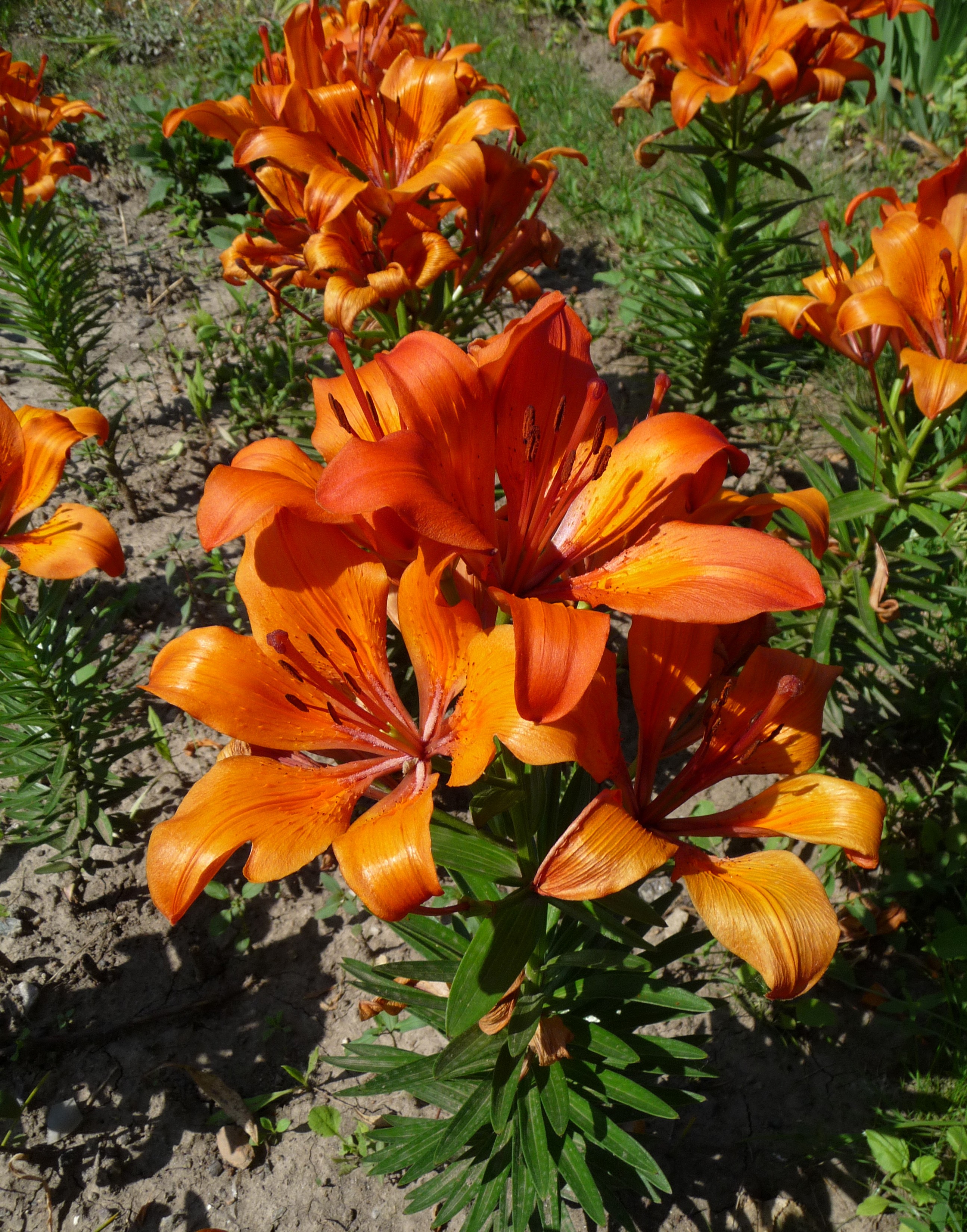
Lilium bulbiferum cultivar 'Ukraine'
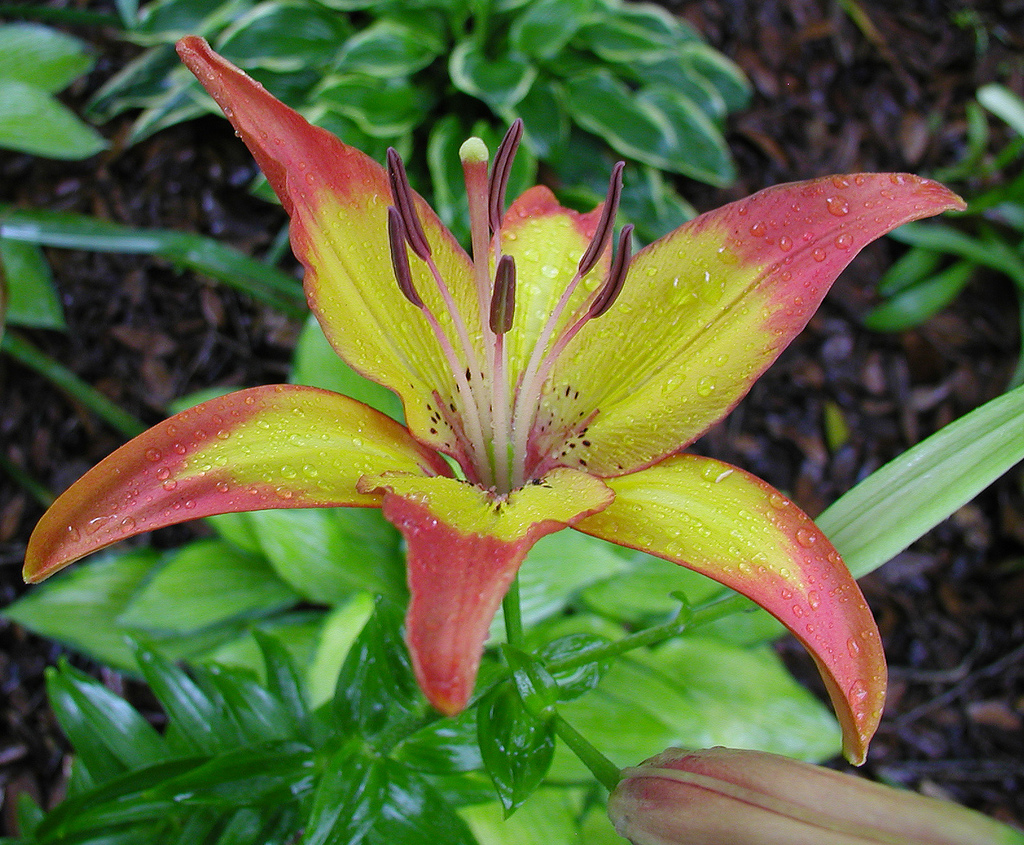
Híbrido del grupo de cultivares asiáticos 'Cancun'
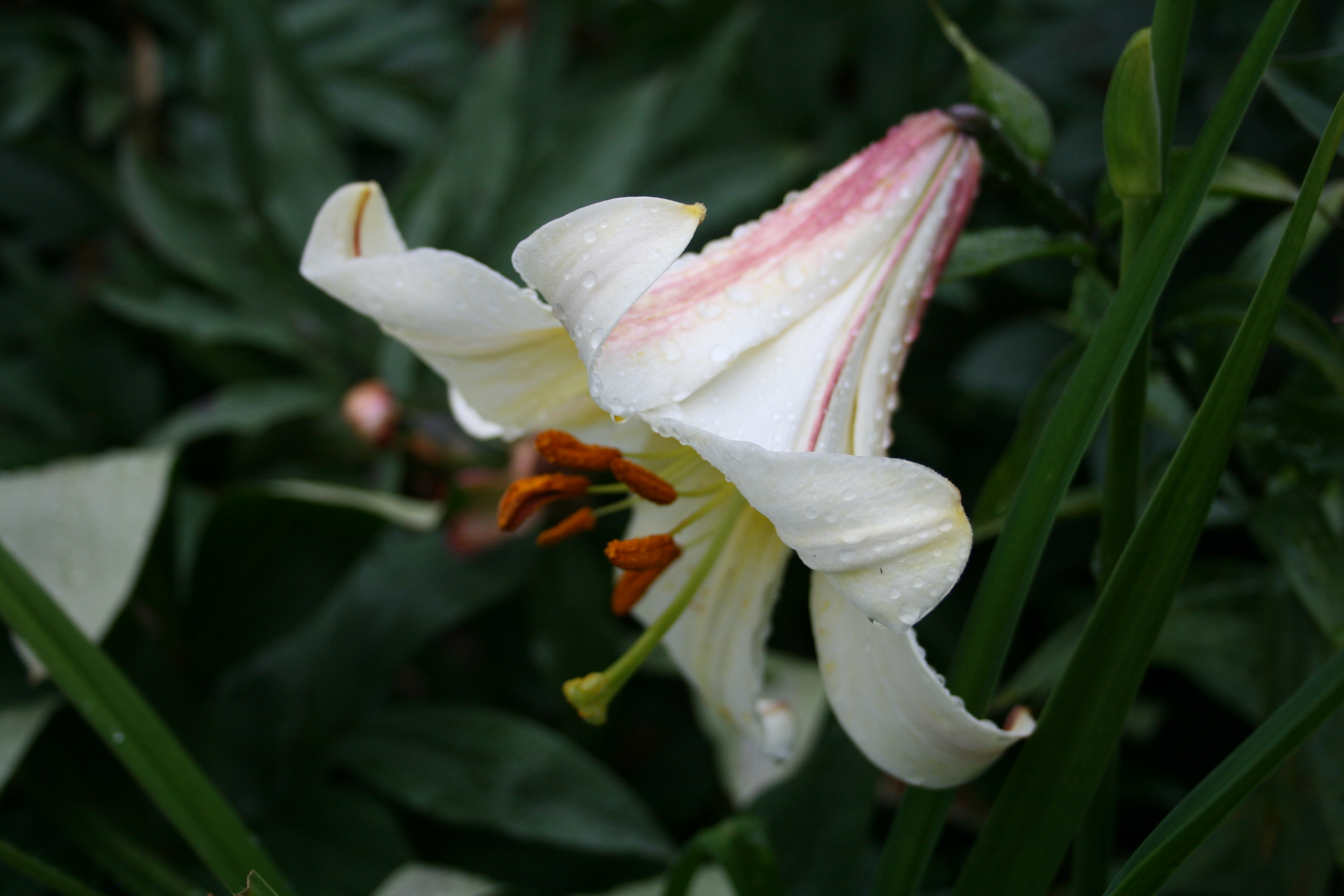
Híbrido del grupo de cultivares trompeta 'Fanfare'

## Distribución geográfica y hábitat
Nativo de las regiones templadas del hemisferio norte. En el Viejo Mundo se extiende por la mayor parte de Europa desde el norte hasta la costa del Mediterráneo, la mayor parte de Asia, Japón, sur de las montañas Nilgiri en la India, y sur de Filipinas. En el Nuevo Mundo se extiende desde el sur de Canadá y la mayor parte de  América del Sur y Estados Unidos. 
Están comúnmente adaptadas a hábitats boscosos, a menudo montañosos o a veces praderas. Algunas de las especies pueden sobrevivir en pantanos y las epifitas se encuentran en el sureste asiático (como L. arborícola). En general prefieren suelos moderadamente ácidos o libres de cal.

## Sinonimia
- Lirium Scop., Fl. Carniol.: 239 (1760), nom. illeg.
- Martagon Wolf, Gen. Pl.: 84 (1776).
- Martagon (Rchb.) Opiz, Seznam: 63 (1852), nom. illeg.[2]

## Toxicidad en animales
Estas plantas son altamente tóxicas para los gatos, roedores  y otros animales domésticos.
De las especies de Lilium que son tóxicas para los gatos, se sabe que es el caso de Lilium longiflorum, aunque otros Lilium y el Hemerocallis no relacionado también pueden causar los mismos síntomas. No está determinado el verdadero mecanismo de toxicidad, pero implica daños en el epitelio tubular renal (que compone la sustancia del riñón y secreta, recoge y conduce la orina), lo que puede causar un fallo renal agudo. Se debe buscar ayuda de un veterinario con carácter de urgencia, en el caso de cualquier gato sospechoso de haber comido cualquier parte de un lirio, incluyendo lamer el polen que pueda haber rozado su pelaje.

## Usos culinarios

### Cocina china
Los bulbos de lirio tienen almidón y son comestibles como tubérculos, aunque los bulbos de algunas especies pueden ser demasiado amargos para comerlos.
Lilium brownii var. viridulum, conocido como 百合 (pak hop; pinyin: bǎi hé; yale cantonés: baak hap; lit. 'cien unidos'), es uno de los lirios comestibles más destacados de China. Sus bulbos son de gran tamaño y no amargan. Incluso se exportaron y vendieron en el barrio chino de San Francisco en el siglo XIX, disponibles tanto frescos como secos. Una variedad autóctona llamada 龍牙百合 (pinyin: lóng yá bǎi hé; lit. 'lirio diente de dragón') cultivada principalmente en Hunan y Jiangxi es especialmente famosa por sus bulbos de buena calidad.
L. lancifolium (chino: 卷丹; pinyin: juǎn dān; lit. 'rojo reflejado') se cultiva ampliamente en China, especialmente en Yixing, Huzhou y Longshan. Sus bulbos son ligeramente amargos.
L. davidii var. unicolor (chino: 蘭州百合; lit. 'lirio de Lanzhou') se cultiva principalmente en Lanzhou y sus bulbos son apreciados por su dulzor.
Otros lirios chinos comestibles son L. brownii var. brownii, L. davidii var. davidii, L. concolor, L. pensylvanicum, L. distichum, L. martagon var. pilosiusculum, L. pumilum, L. rosthornii y L. speciosum var. gloriosoides Hay investigadores que también han explorado la posibilidad de utilizar cultivares ornamentales como lirios comestibles.
Los bulbos secos se utilizan comúnmente en el sur para dar sabor a sopas.
Los brotes de "lirio" comercializados habitualmente, llamados 金针菜 (kam cham tsoi; pinyin: jīn zhēn cài; yale cantonés: gāmjām choi; lit. 'verdura aguja de oro') en la cocina china, proceden en realidad de los lirios de día, Hemerocallis citrina, o, posiblemente de, H. fulva.
Las flores y bulbos de lirio se consumen especialmente en verano, por su capacidad para reducir el calor interno. Una fuente inglesa del siglo XIX informó de que "también se dice que las flores de lirio son eficaces en afecciones pulmonares y que tienen propiedades tónicas".
Los cultivares de lirio asiático también se importan de los Países Bajos; los bulbos de las plántulas deben importarse de los Países Bajos todos los años.
Las partes de las especies de Lilium que figuran oficialmente como material alimentario en Taiwán son la flor y los bulbos de Lilium lancifolium, Lilium brownii var. viridulum, Lilium pumilum y Lilium candidum.

### Cocina japonesa

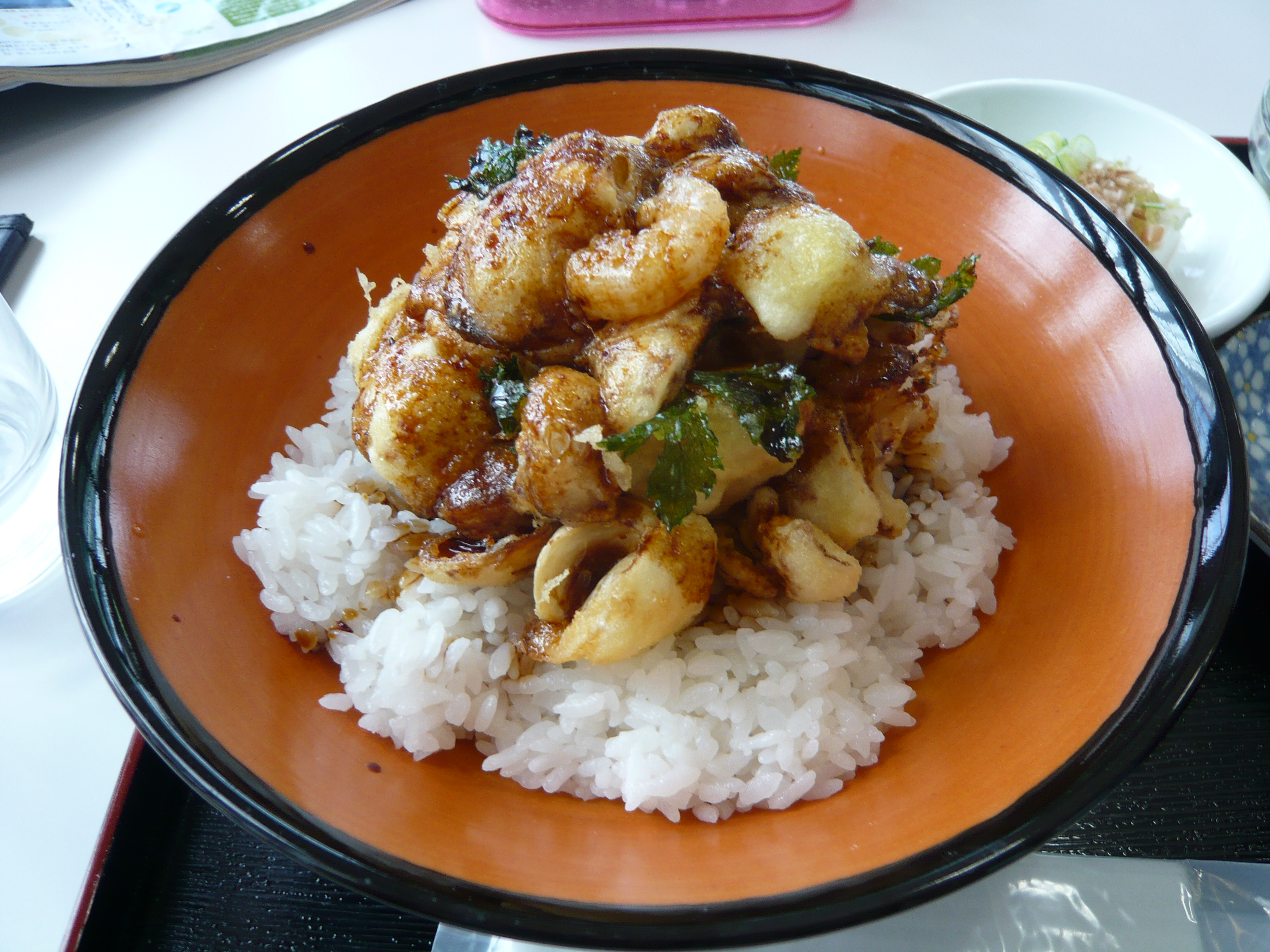
Escamas sueltas de bulbo de lirio en un plato donburi.

El bulbo de lirio o yuri-ne se utiliza a veces en la cocina japonesa. Es posible que en la actualidad resulte más familiar como ingrediente ocasional (具, gu) en el chawan-mushi (flan salado de huevo), donde unas cuantas escamas sueltas de este ingrediente opcional se encuentran incrustadas en el "pudin caliente" de cada ración. También puede utilizarse como ingrediente de una sopa clara o suimono.
El bulbo hervido también puede filtrarse en puré para su uso, como en el kinton azucarado, o el chakin-shibori.

#### Yokan
También existe el yuri-yōkan, una de cuyas recetas consiste en combinar medidas de almidón de yuri con agar disuelto en agua y azúcar Esta era una especialidad de Hamada, Shimane.

#### Especies utilizadas
Fuentes gubernamentales japonesas actuales (c. 2005) enumeran las siguientes especies de lirio como destacadas en el consumo doméstico: el oni yuri o lirio tigre Lilium lancifolium, el kooni yuri Lilium leichtlinii var. maximowicziiy el yama-yuri blanco de bandas doradas L. auratum.
Pero las fuentes japonesas de 1895-1900 dan una lista de las tres primeras que sustituye la kooni yuri por la sukashi-yuri (透かし百合, lit. "lirio transparente", L. maculatum), llamada así por los espacios entre los tépalos
No se sabe con certeza a qué especie se refiere el himeyuri utilizado como alimento, ya que, aunque suele ser el nombre común de L. concolor en la bibliografía más actualizada, también solía referirse ambiguamente al lirio tigre, c. 1895-1900. El himeyuri que no es lirio tigre se describe ciertamente como bastante apetecible en la bibliografía de la época, pero el grado de explotación podría no haber sido tan significativo.

### Norteamérica
Los brotes florales y las raíces de Lilium canadense son tradicionalmente recolectados y consumidos por los pueblos indígenas de Norteamérica. Los pueblos de la costa salish, Nuu-chah-nulth y la mayoría de los pueblos del oeste de Washington cuecen al vapor, hierven o cocinan los bulbos de Lilium columbianum. De sabor amargo o picante, se utilizaban sobre todo como condimento, a menudo en sopa con carne o pescado.